# Michelle Branch
Michelle Jacquet DeSevren Branch Landau hay Michelle Branch sinh ngày 2 tháng 7 năm 1983, là một ca nhạc sĩ, diễn viên người Mỹ từng nhận được giải Grammy cho hạng mục hợp tác pop xuất sắc nhất cùng với tay guitar Carlos Santana trong album Hotel Paper năm 2003. Từ năm 2000 tới năm 2003 cô cho ra 3 album, trong đó 2 album The Spirit Room và Hotel Paper đạt được khá nhiều thành công. Cùng với album Hotel Paper cô còn nhận được 1 đề cử hạng mục giọng ca mới xuất sắc nhất. Năm 2005 cô cùng Jessica Harp thành lập band nhạc đồng quê The Wreckers, và cho ra 1 album, trong đó có đĩa đơn Leave the Pieces nhận được 1 đề cử cho hạng mục trình diễn song ca nhạc đồng quê xuất sắc nhất. Năm 2007 The Wreckers tan rã, Michelle Branch tiếp tục theo đuổi sự nghiệp của mình. Tới năm 2010, cô trở lại với EPs Everything Comes and Goes.

## Cuộc sống và sự nghiệp

### 1983–2000: Những năm đầu đời và album đầu tiên
Michelle Jacquet DeSevren Branch sinh ngày 2 tháng 7 năm 1983 tại Sedona, Arizona. Cha cô là người Ai-len, mẹ cô là người mang 2 dòng máu Indonesia, Hà Lan . Cô còn có hai người anh chị em 1 anh trai tên David và 1 em gái tên Nicole.
Mặc dù không xuất thân trong gia đình có truyền thống âm nhạc nhưng Branch có tố chất ca hát từ nhỏ. Cô bắt đầu hát khi 3 tuổi và đăng ký vào lớp học luyện giọng tại Northern Arizona University khi lên 8 tuổi; Cô nhận được món quà là cây guitar vào sinh nhật lần thứ 14 của cô. Sau khi tự học hợp âm, cô sáng tác bài hát đầu tiên "Fallen" trong vòng 1 tuần khi nhận được cây guitar. Cô bắt đầu tham dự học tại trường trung học Sedona Red Rock, sau đó cô hoàn thành 2 năm cuối thông qua chương trình học tại nhà để có thời gian tập trung vào sự nghiệp của mình. Để ủng hộ sở thích của Branch, cha mẹ cô đã giúp cô để cô có thể biểu diễn tại các buổi biểu diễn nhỏ tại Sedona, Arizona, và sau đó tài trợ chi phí thực hiện cho album đầu tiên của cô Broken Bracelet. Danh sách các tác phẩm được cô biểu diễn bao gồm các cover của Sheryl Crow, Lisa Loeb, Jewel, và Fleetwood Mac.
Tháng 6 năm 1998 Branch tự sản xuất album của mình Broken Bracelet, bao gồm các ca khúc được cô tự sáng tác khi cô khoảng 14, 15 tuổi; Album này sau đó đã được hãng đĩa Twin Dragon Records phát hành vào tháng 6 năm 2000. Tựa đề của album được lấy cảm hứng từ chiếc lắc tay được làm bởi ca sĩ Jewel, mà Branch được tặng bởi nhạc sĩ Steve Poltz tại 1 buổi biểu diễn ở Lisa Loeb mà cô tham gia năm 1997. Poltz đã nói với Branch rằng "khi nào chiếc vòng tay đó vỡ thì cô sẽ nổi tiếng. Và 1 năm sau thì chiếc vòng tay đó vỡ và cô đã lấy tên Broken Bracalet để đặt tên cho album của mình.
Tháng 12 năm 1999, Cô đăng 2 ca khúc của cô lên trang web của Rolling Stone và thu hút được sự chú ý của band nhạc Hanson và nhạc sĩ cũ của band nhạcRolling Stone nhà sản xuất Jeff Rabhan. Điều đó đã giúp cô làm ca sĩ biểu diễn mở màn cho tour lưu diễn của Hanson năm 2000.

### 2001–2004:The Spirit Room
Năm 2001, Branch ký hợp đồng với hãng đĩa Maverick Records, và cô bắt đầu làm việc với John Shanks để sản xuất album thật sự đầu tiên.. Album The Spirit Room được phát hành vào ngày 14 tháng 8 năm 2001. Đĩa đơn Everywhere khá thành công về mặt thương mại và nó cũng đem lại cho Branch 1 giải MTV Video Music Awards cho hạng mục Viewer's Choice Award.. Tháng 8 năm 2001 cô xuất hiện trên chương trình Total Request Live sau khi "Everywhere" có được vị trí thư 4 trên bảng xếp hạng của họ. Đĩa đơn thứ 2 và thứ 3 lần lượt là "All You Wanted" và "Goodbye to You." Do những thành công của các đĩa đơn, album The Spirit Room bán được hơn 1 triệu bản và được RIAA chứng nhận album bạch kim. Tới năm 2003 album này dã bán được khoảng 2 triệu bản trên toàn thế giới. Branch cũng tham gia góp giọng trong album Underneath của Hanson với ca khúc "Deeper."
Năm 2002 cô hợp tác với Santana cho ra ca khúc "The Game of Love, Ca khúc đã giúp cô giành được 1 giải Grammy Award cho hạng mục hợp tác pop xuất sắc nhất.. Năm 2003 cô cũng có được 1 đề cử Grammy cho hạng mục nghệ sĩ mới xuất sắc nhất nhưng đáng tiếc không đoạt giải(giải năm đó được trao cho Norah Jones.

### 2003-2005:Hotel Paper
Album thứ 2 Hotel Paper được phát hành ngày 24 tháng 6 năm 2003 mặc dù nhận được nhiều ý kiến trái chiều xong nó đã chiếm được vị trí số 2 trên bảng xếp hạng Billboard 200 đồng thời cũng gặp hái được nhiều thành công về mặt thương mại với chứng nhận bạch kim khi bán được hơn 1 triệu bản.. Đĩa đơn đầu tiên "Are You Happy Now?" chiếm được vị trí cao trên bảng xếp hạng(#16) và đem về cho cô 1 đề cử Grammy cho hạng mục Trình diễn Giọng Nữ Rock Xuất sắc nhất, nhưng giải lại thuộc về Pink với ca khúc "Trouble." Các đĩa đơn được phát hành tiếp theo là "Breathe" và "'Til I Get over You,". Branch cũng bắt đầu tham gia vào các chương trình truyền hình, cô xuất hiện trong một số phim như Buffy the Vampire Slayer, American Dreams, và Charmed. 
Năm 2004 Branch kết hôn với tay bass Teddy Landau ở México ngày 23 tháng 5 năm 2004, và sinh hạ 1 cô con gái xinh xắn tên Owen Isabelle vào ngày 3 tháng 8 năm 2005. Trước khi gặp Teddy Landau cô cũng đã từng hẹn hò với tay guitar Sean Woolstenhulme của ban nhạc Lifehouse và The Calling.

### 2005–2007: The Wreckers

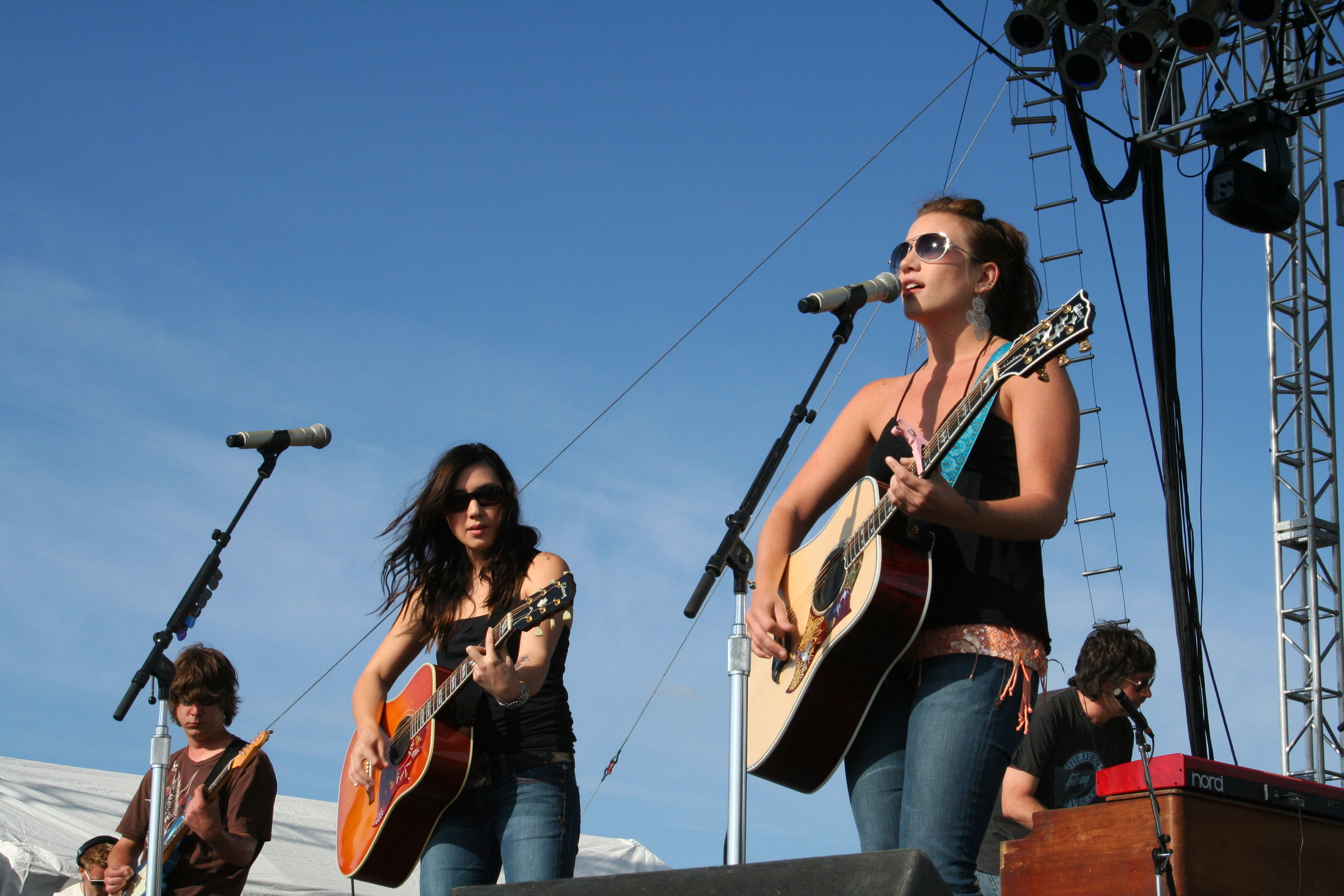
Michelle Branch (center) during a June 2007 concert with Jessica Harp (right) as The Wreckers.

Tháng 7 năm 2005, Branch bắt đầu hợp tác với người bạn lâu năm Jessica Harp trong dự án mới. và cái tên The Wreckers được giản lược từ câu nói đùa của chồng Michelle với cả hai là "The Cass County Homewreckers", Album là sự cố gắng, thư nghiệm kết hợp các dòng nhạc riêng của 2 người—pop rock và country. Nó ban đầu được dự định phát hành vào tháng 6 năm 2005 nhưng bị hoãn lại do Branch có bầu. Đĩa đơn đầu tiên của album "Leave the Pieces" được phát hành vào tháng 2 năm 2006 và album Stand Still, Look Pretty được phát hành vào tháng 5.
Album đã giành được vị trí thứ 14 ở U.S. Billboard 200 với 44,000 copies bán trong tuần đầu tiên . Đĩa đơn đầu tiên "Leave the Pieces" giành vị trí thứ 34 trong U.S. Billboard Hot 100 và đứng thứ nhất trong bảng xếp hạng Hot Country Songs. Đây là đia đơn đầu tiên song ca lọt vào vị trí thứ nhất tại Billboard's Hot Country Songs kể từ năm 1991 và cũng là single đầu tiên song ca nữ đứng đầu bảng xếp hạng này từ năm 1953 .
Trong thời gian này, 2 cô cũng tham gia: góp giọng trong album của Santana, All That I Am, với ca khúc "I'm Feeling You,"; xuất hiện trong bộ phim truyền hình tuổi teen One Tree Hill,; tham gia lưu diễn với nhóm nhạc đồng quê Rascal Flatts. và đi tour với một số ca sĩ như Gavin DeGraw, Tyler Hilton và Bethany Joy Galeotti. Nhóm được đề cử 1 giải Grammy cho hạng mục trình diễn song ca nhạc đồng quê xuất sắc nhất  với ca khúc "Leave the Pieces" tháng 12 năm 2006. Stand Still, Look Pretty nhận được chứng chỉ vàng với doanh số 500,000 bản và tính tới tháng 4 năm 2009 album đã bán được 851,000 bản. The Wreckers tan rã vào năm 2007 với lý do chia tay là cả hai muốn tách ra để tập trung tiếp tục cho sự nghiệp solo của mình.
Branch đã bán căn nhà của cô tại Calabasas, California và chuyển tới Nashville, Tennessee.

### 2008–2010:Everything Comes and Goes
Sau khi chia tay The Wreakers, Branch đã viết 1 ca khúc cho album của Mandy Moore Wild Hope, cô cũng viết ca khúc "Together" làm soundtrack cho bộ phim The Sisterhood of the Traveling Pants 2; Nó cũng được dùng làm ca khúc kết thúc cho bộ phim truyền hình dài tập trên kênh CBS, Guiding Light. Tháng 10 năm 2007, cô thông báo mình đang bắt đầu làm việc chuẩn bị cho album solo thứ 3 và sau đó tiết lộ tên của album sẽ là Everything Comes and Goes đồng thời cho biết nó sẽ mang nhiều chất country hơn các album trước đó. Tháng 6 năm 2008 cô cũng biểu diễn trong một số live show để chuẩn bị cho việc phát hành album mới với sự tham gia của em gái cô Nicole trong vai trò hát nền.
Đầu năm 2009, cô hát cùng Chris Isaak ca khúc "I Lose My Heart" trong album mới của Isaak, Mr. Lucky. Single đầu tiên mang tên " Sooner or Later" được phát hành ngày 29 tháng 6 năm 2009 và đạt được vị trí số 93 trên bảng xếp hạng Billboard Hot 100 và số 57 trên bảng xếp hạng Billboard Hot Country Songs, video của ca khúc cũng được phát hành ngày 28 thán 7 năm 2009. Cũng trong năm 2009, cô thu âm ca khúc "A Case of You" (của Joni Mitchell) cho album Covered, A Revolution in Sound nhằm kỉ niệm 50 năm thành lập hãng đĩa Warner Bros. Một video của ca khúc "This Way" được đăng lên kênh Youtube chính thức của Branch vào tháng 10 năm 2009, nhưng nó không được xem là 1 đĩa đơn. (Video này được kèm trong 1 DVD có tên The Video Anthology có trên trang michellebranch.com.). Everything Comes and Goes cuối cùng được phát hành dưới dạng 1 EP gồm 6 ca khúc vào ngày 16 tháng 7 năm 2010.. Trước đó album dự định được phát hành với 13 ca khúc, trong đó có 1 ca khúc song ca với Dwight Yoakam mang tên " Long Goodbye". Tuy nhiên do có những vấn đề ở hãng đĩa Warner Bros mà ngày phát hành album bị hoãn đi hoãn lại nhiều lần và cuối cùng được phát hành dưới dạng EPs. 
Năm 2010, Branch hợp tác với nhà sản xuất R&B/hip-hop Timbaland trong 1 ca khúc pop/R&B mang tên "Getaway".

### 2011–nay:West Coast Time
Tháng 12 năm 2010, Branch thông báo rằng cô sẽ trở lại với phong cách nhạc Pop/Rock sở trường của cô trong album mới. Cô vẫn ký hợp đồng với hãng đĩa Warner Bros. Records, nhưng album dự kiến được phát hành trên nhãn đĩa công ty của chính cô, Sticks n' Stones Recordings Ltd và phân phối qua một nhánh của Warner Record, Reprise Records. Tháng 1 năm 2011 Branch xác nhận trong 1 cuộc phỏng vấn với Katie Krause từ trang web Hollywire.com rằng album sẽ được phát hành trong năm nay. Đầu năm 2011, Branch cũng phát hành 3 ca khúc chưa được giói thiệu trong EPs trước là "Texas In the Mirror", "Take a Chance on Me", and "Long Goodbye"(song ca với Dwight Yoakam).Ngày 22 tháng 3 năm 2011 trong 1 video có liên quan tới album thứ 3 được đăng trên kênh Youtube của mình, cô cho biết album đã hoàn thành được 1 nửa và "nó nghe thật tuyệt....mọi thứ đều tốt và tất cả đều theo đúng kế hoach." Ngày 14 tháng 4 năm 2011, Branch thông báo cô đã hoàn thành phần thu âm và chỉ còn chờ phần mix nhạc và mastering. Vào ngày 26 tháng 5 năm 2011, Branch đã tổ chức 1 buổi webchat với các fans và cô đã cho các fan thưởng thức single mới "Loud Music", sẽ được phát hành vào ngày 14 tháng 5 năm 2011 trên itunes Store.Ca khúc được đồng sáng tác và sản xuất bởi 2 nhạc sĩ người Anh Jim Irvin và Julian Emery người đã cùng hợp tác với Branch một số bài trong album. Ngày 1 tháng 6 năm 2011 Branch thông báo album mới sẽ mang tên West Coast Time và được phát hành vào tháng 9 năm 2011.
Ngày 10 tháng 6 single đầu tiên trong album mới "Loud Music" được phát hành qua itunes Store. Video cho ca khúc cũng được đăng lên Youtube ngày 12 tháng 8 năm 2011 .

## Danh sách album

### Album phòng thu
| Broken Bracelet                       | - Ngày phát hành: 1 tháng 6 năm 2000 - Hãng đĩa: Twin Dragon Records - Dạng: CD              | —              | —              | —              | —              | —              | —              | —              | —              | —              | —              |                                        |                |
| The Spirit Room                       | - Ngày phát hành: 14 tháng 8 năm 2001 - Hãng đĩa: Maverick Records - Dạng: CD, cassette      | 28             | 25             | —              | 120            | 75             | 49             | 89             | 33             | 45             | 54             | - AUS: Gold - CAN: Gold - US: Platinum |                |
| Hotel Paper                           | - Ngày phát hành: 24 tháng 6 năm 2003 - Nhãn: Maverick Records - Hãng đĩa: CD                | 2              | 18             | 4              | 79             | 43             | 53             | —              | 4              | 34             | 35             | - CAN: Gold - US: Platinum             |                |
| West Coast Time                       | - Dự kiến phát hành: tháng 9 năm 2011 - Hãng đĩa: Reprise Records - Dạng: CD, music download | chưa phát hành | chưa phát hành | chưa phát hành | chưa phát hành | chưa phát hành | chưa phát hành | chưa phát hành | chưa phát hành | chưa phát hành | chưa phát hành | chưa phát hành                         | chưa phát hành |
| "—" không được phát hành hay thống kê |                                                                                              |                |                |                |                |                |                |                |                |                |                |                                        |                |

### EPs
| Album                     | Thông tin phát hành                                                                                 | Vị trí trên BXH |
| Album                     | Thông tin phát hành                                                                                 | US Country      |
| ------------------------- | --------------------------------------------------------------------------------------------------- | --------------- |
| Everything Comes and Goes | - Ngày phát hành: 31 tháng 8 năm 2010 - Hãng đĩa: Warner Bros. Nashville - Dạng: CD, music download | 35              |

### Album với The Wreakers
| Album                    | Thông tin phát hành                                              | vị trí trên BXH | vị trí trên BXH | Chứng chỉ (sales threshold) |
| Album                    | Thông tin phát hành                                              | US Country      | US              | Chứng chỉ (sales threshold) |
| ------------------------ | ---------------------------------------------------------------- | --------------- | --------------- | --------------------------- |
| Stand Still, Look Pretty | - Ngày phát hành: 23 tháng 5 năm 2006 - Hãng: Maverick Nashville | 4               | 14              | - US: Gold                  |

## Phim ảnh
| Năm  | Phim / Show              | Vai                     | Tập                       |
| ---- | ------------------------ | ----------------------- | ------------------------- |
| 2001 | Buffy the Vampire Slayer | Herself / Musical Guest | Tabula Rasa               |
| 2002 | American Dreams          | Lesley Gore             | The End of the Innocence  |
| 2002 | The Hot Chick            | DJ                      |                           |
| 2003 | Charmed                  | Herself / Musical Guest | Centennial Charmed        |
| 2005 | One Tree Hill            | Herself / Musical Guest | The Hero Dies In This One |
| 2010 | Hell's Kitchen           | Herself                 | 16 Chefs Compete          |

## Giải thưởng
| Năm  | Giải                      | Hạng mục                                                                                   | Kết quả   |
| ---- | ------------------------- | ------------------------------------------------------------------------------------------ | --------- |
| 2002 | MTV Video Music Awards    | Best Female Video ("All You Wanted")                                                       | Đề cử     |
| 2002 | MTV Video Music Awards    | Best Pop Video ("All You Wanted")                                                          | Đề cử     |
| 2002 | MTV Video Music Awards    | Viewer's Choice ("Everywhere")                                                             | Đoạt giải |
| 2003 | Grammy Awards             | Best Pop Collaboration with Vocals—("The Game of Love" with Santana)                       | Đoạt giải |
| 2003 | Grammy Awards             | Best New Artist                                                                            | Đề cử     |
| 2004 | Grammy Awards             | Best Female Rock Vocal Performance—("Are You Happy Now?")                                  | Đề cử     |
| 2006 | Country Music Association | Vocal Duo of the Year (as The Wreckers)                                                    | Đề cử     |
| 2007 | Grammy Awards             | Best Country Performance by a Duo or Group with Vocal—("Leave the Pieces" as The Wreckers) | Đề cử     |
| 2007 | Music Row Awards          | Major Label Breakout Artist of the Year (as The Wreckers)                                  | Đoạt giải |
| 2007 | R&R Readers' Poll         | Best New Performer (as The Wreckers)                                                       | Đoạt giải |